# Marie Pietruschka
Marie Pietruschka (* 21. Juni 1995 in Leipzig) ist eine ehemalige deutsche Schwimmerin, die vor allem über die Freistilstrecken erfolgreich war.

## Sportlicher Werdegang
Marie Pietruschka begann das Schwimmen mit vier Jahren, trainierte zunächst beim NSSV Delphin Neubrandenburg und wechselte im Jahr 2008 an den Stützpunkt Schwimmen in Leipzig, wo sie fortan im Postschwimmverein Leipzig für die SSG Leipzig startete. Dort trainierte sie unter anderem bei Stützpunkttrainer Dirk Franke sowie seit der Saison 2017/18 bei Frank Embacher.
Bei den Deutschen Schwimmmeisterschaften 2018 gewann sie in der 4 × 200-m-Freistilstaffel als Startschwimmerin (mit Lia Neubert, Juliane Reinhold und Johanna Friedrich) den Meistertitel. Zudem wurde sie jeweils Vizemeisterin über 200 m Freistil (hinter Annika Bruhn) und 200 m Lagen (hinter Alexandra Wenk). Zudem war sie am Wiederaufstieg der SSG Leipzig in die 1. Bundesliga 2019 während der im Februar 2018 ausgetragenen Deutschen Mannschaftsmeisterschaften beteiligt.
Im Mai 2018 wurde sie für die Schwimmeuropameisterschaften 2018 im schottischen Glasgow nominiert und gab dort mit 22 Jahren ihr Debüt in der deutschen Nationalmannschaft. Sie war in der 4 × 100-m-Freistilstaffel (Vorlauf; 8. Platz im Finale), über 200 m Freistil (20. Platz im Vorlauf) und im Vorlauf der 4 × 200-m-Freistilstaffel am Start.
Anschließend nahm sie mit dem DSV-Nationalteam im Dezember 2018 an den Kurzbahnweltmeisterschaften in Hangzhou teil. In der 4 × 100-m-Freistilstaffel stellte Pietruschka als Schlussschwimmerin zusammen mit Annika Bruhn, Reva Foos und Jessica Steiger im Vorlauf einen neuen deutschen Kurzbahnrekord über diese Disziplin auf und brach damit den bis dato ältesten Rekord der Frauen von 1997. Im Finale belegte die Staffel den sechsten Rang und verbesserte die im Vorlauf aufgestellte nationale Bestmarke nochmals auf 3:33,27 min.
Im Jahr 2019 startete Pietruschka sowohl bei den Schwimmweltmeisterschaften in Gwangju als auch bei den Kurzbahneuropameisterschaften in Glasgow jeweils in den Staffeln sowie in Glasgow auch in Einzeldisziplinen, in denen Rang 9 über 200 m Lagen das Beste Ergebnis war. Als Teil der WM-Staffel über 4 × 200 m Freistil wurde sie Siebte. Bei den nationalen Meisterschaften wurde Pietruschka auf der Langbahn jeweils Dritte über 100 m Schmetterling und Freistil, über die doppelte Freistildistanz auf der Kurzbahn errang sie wie im Vorjahr den zweiten Platz.
Nach einer Saison 2020 ohne größere Wettkämpfe (COVID-19-Pandemie) gelang ihr im April 2021 die Qualifikation für die verschobenen Olympischen Sommerspiele in Tokio. Pietruschka kam jeweils in den Freistilstaffeln zum Einsatz. Über 4 × 100 m schied das deutsche Quartett aus Lisa Hopink, Annika Bruhn, Marie Pietruschka und Hannah Küchler im Vorlauf aus, die 4 × 200-m-Freistilstaffel sorgte im Finale (Besetzung: Isabel Gose, Leonie Kullmann, Marie Pietruschka, Annika Bruhn) in 7:53,89 Minuten mit Platz 6 für das beste Abschneiden einer deutschen Staffel bei Olympia seit 2004 in Athen.

## Sonstiges
Von 2016 bis 2022 studierte Pietruschka Psychologie an der Universität Leipzig. 2021 wurden Aktfotos von ihr im deutschen Playboy veröffentlicht.